# Henonemus punctatus
Henonemus punctatus är en fiskart som först beskrevs av Boulenger, 1887.  Henonemus punctatus ingår i släktet Henonemus och familjen Trichomycteridae. Inga underarter finns listade i Catalogue of Life.